# Ashen (videojoc)
Ashen és un videojoc d'acció en primera persona de terror desenvolupat exclusivament per la N-Gage, el qual va ser creat per Torus Games i publicat per Nokia el 2004.